# Grafoskop

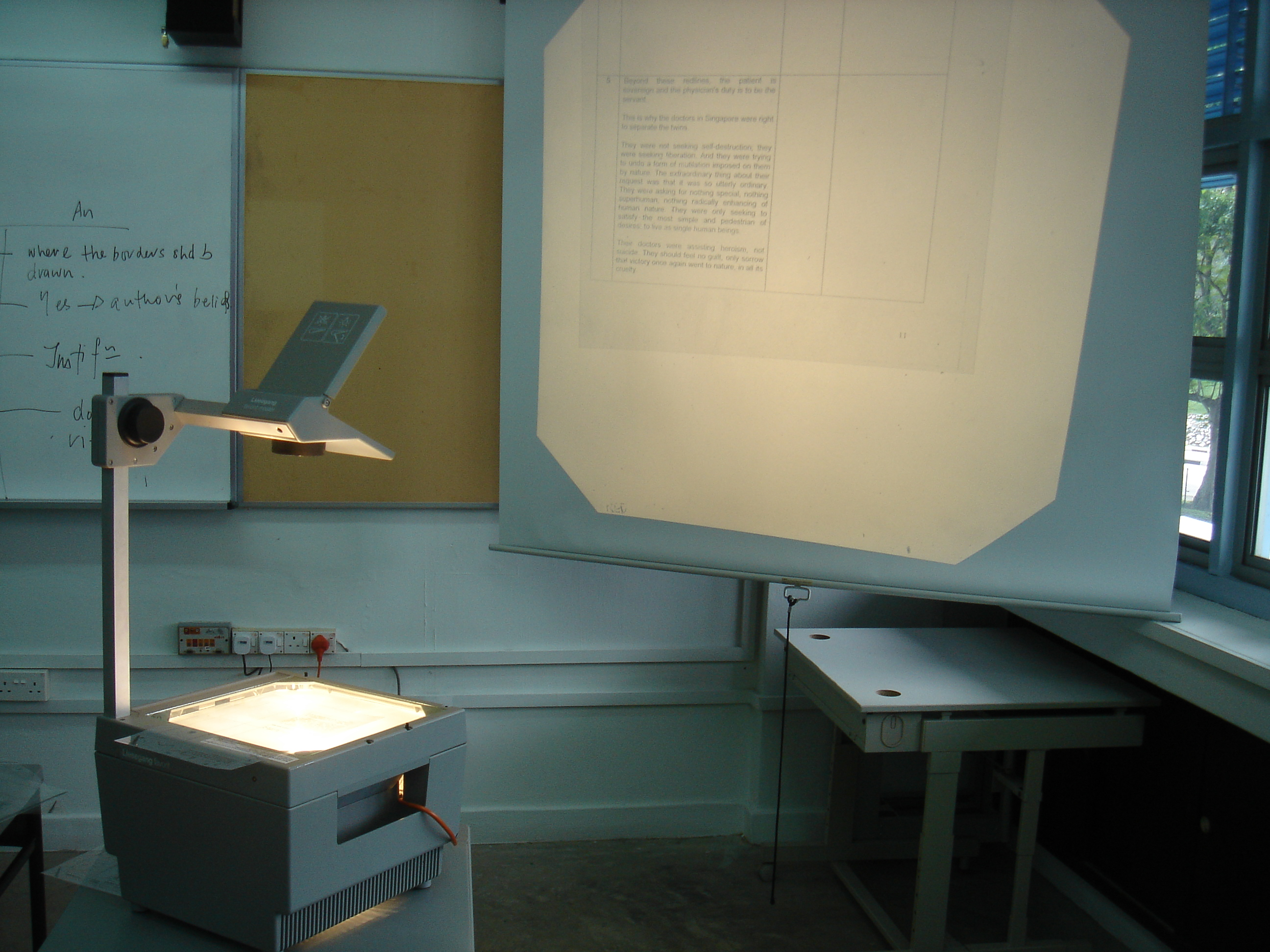
Grafoskop rzucający obraz na ekran

Grafoskop, projektoskop (również rzutnik pisma) – urządzenie projekcyjne służące do wyświetlania na ekranie projekcyjnym obrazów lub tekstu.

## Budowa
- metalowa, dobrze wentylowana obudowa, w której mieszczą się:
  - źródło światła – żarówka projekcyjna dużej mocy;
  - wentylator chłodzący;
  - kondensor – soczewka Fresnela;
  - płyta szklana stanowiąca powierzchnię, na której leży folia diapozytywowa;
  - na przeciwległych ścianach obudowy zamontowane są dwie rolki dla folii diapozytywowej
- wspornik układu optycznego zamontowany w narożniku obudowy;
- układ optyczny – zwierciadło płaskie i obiektyw.

## Działanie
Światło z lampy projekcyjnej, pod którą znajduje się wklęsłe lustro kierowane jest do góry na duży płaski kondensor. Zadaniem kondensora jest rozproszenie światła i równomierne oświetlenie obrazu na folii. Nad kondensorem znajduje się poziomo ułożona płyta szklana, na której układa się diapozytyw. Diapozytywy mogą być sporządzane na arkuszach folii lub na folii odwijanej z rolki. Na przeciwległych ścianach obudowy zamontowane są specjalne łożyska dla dwóch rolek. Na jednej z nich znajduje się kilka metrów czystej przezroczystej folii, którą przeciąga się przez płytę szklaną i zamocowuje do drugiej rolki. Obydwie rolki wyposażone są w pokrętła, dzięki którym można przewijać folię (zmieniać obrazy) w obu kierunkach. Na folii przy użyciu specjalnych pisaków wykonuje się obrazy, które mogą zawierać rysunki lub tekst. Obrazy do rzutowania na ekran można wykonać również na innych przezroczystych materiałach, np. kalce technicznej.
Światło po przejściu przez diapozytyw kierowane jest do układu optycznego, który zmienia kierunek jego strumienia z pionowego na poziomy i umożliwia ustawienie ostrości obrazu na ekranie. Układ optyczny składa się z płaskiego lustra umieszczonego pod kątem 45° do strumienia światła i obiektywu. Można go przesuwać wzdłuż pionowego wspornika, co pozwala na wstępną regulację ostrości wyświetlanego na ekranie obrazu. Dokładnego ustawienia ostrości dokonuje się przez regulację obiektywem podobnie jak w innych projektorach.

## Zastosowanie
Duża moc żarówki projekcyjnej umożliwiała stosowanie grafoskopu nawet w niezaciemnionych pomieszczeniach. Dzięki łatwości wykonywania diapozytywów i możliwości uzupełniania ich na bieżąco w trakcie wykładu czy prelekcji, grafoskop doskonale nadawał się do celów dydaktycznych, do ilustrowania wykładów, odczytów, itp. Jednak pojawienie się fotografii cyfrowej i projektorów komputerowych zmarginalizowało zakres stosowania grafoskopu.